# Agassiz (krater)
För andra betydelser, se Agassiz.
Agassiz är en nedslagskrater på planeten Mars. Kratern är namngiven efter Louis Agassiz.
Kratern har en diameter på ungefär 108 km.